# Dušan Tadić
Dušan Tadić (Topolya, 1988. november 20. –) szerb válogatott labdarúgó, középpályás. A Süper Lig-ben szereplő Fenerbahçe játékosa.

## Pályafutása

### Klubcsapatban
Dušan Tadić az AIK Bačka Topola csapatában, szülővárosában nevelkedett. 2002-ben szerződött a Vojvodinához. Itt mutatkozott be a szerb élvonalban, ahol négy idény alatt 107 bajnokin 29 gólt szerzett. A 2009-2010-es szezonban az Európa-liga selejtezőjében is pályára lépett.

#### Groningen
2010-ben a holland Groningen játékosa lett.  2010. augusztus 8-án mutatkozott be a holland Eredivisiében. Végigjátszotta az Ajax elleni találkozót, és gólpasszt adott Tim Matavžnak a 2-2-re végződő mérkőzésen. 2010. december 18-án az Excelsior ellen első gólját is megszerezte. 2011. január 30-án kétszer szerzett vezetést, majd gólpasszt adott az SC Heerenveen elleni 4-1-re megnyert találkozón. Tadić a 2010-11-es szezonban 7 gólt ért el, összesen 41 tétmérkőzésen szerepelt. A 2010-11-es szezonban a harmadik legtöbb gólpasszt adta az összes európai bajnokságot figyelembe véve. 2010 és 2012 között játszott Groningenben, mielőtt a Twente játékosa lett.

#### Twente
2012. április 10-én bejelentették, hogy 7,7 millió fontért cserébe csapatot váltc és a Twente játékosa lesz. 2012. augusztus 12-én két gólt lőtt volt klubjának. Debütáló mérkőzésésén két gólt szerzett volt csapata ellen 2012. augusztus 12-én.

#### Southampton
2014. július 8-án a Southampton új menedzserének Ronald Koemannak az első igazolása a szerb középpályás megszerzése volt. 10,9 millió fontért írt alá négy évre. 2006. augusztus 17-én debütált a Premier League-ben. Szeptember 23-án szerezte meg első gólját az Arsenal ellen az Emiratesben. December 13-án kihagyta a csapatának megítélt büntetőt, így a Burnley 1-0-ra legyőzte a Southamptont. 2015. január 11-én az ő góljával győzték le a Manchester Unitedet. Ez a Southampton első bajnoki győzelme az Old Traffordon 1988 óta.

#### Ajax
2018 júniusában aláírt a holland Ajaxhoz. Az amszterdami klub 11, 4 millió eurót fizetett érte a Southamptonnak.

#### Fenerbahçe
2023. július 16-án kétéves szerződést kötött a török fővárosi klubbal.

### A válogatottban
Tadić részt vett a 2007-es U19-es labdarúgó-Európa-bajnokságon, a 2009-es U21-es labdarúgó-Európa-bajnokságon és a 2008-as pekingi olimpián. 2008-ban, tizenkilenc évesen mutatkozott be a szerb válogatottban.
Részt vett a 2018-as világbajnokságon, ahol mindhárom csoportmérkőzésen pályára lépett.
2022. december 2-i állapotnak megfelelően.
| Válogatott | Év       | Mérkőzés | Gólok |
| ---------- | -------- | -------- | ----- |
| Szerbia    | 2008     | 1        | 0     |
| Szerbia    | 2009     | 0        | 0     |
| Szerbia    | 2010     | 1        | 0     |
| Szerbia    | 2011     | 0        | 0     |
| Szerbia    | 2012     | 9        | 1     |
| Szerbia    | 2013     | 10       | 4     |
| Szerbia    | 2014     | 8        | 1     |
| Szerbia    | 2015     | 6        | 0     |
| Szerbia    | 2016     | 7        | 5     |
| Szerbia    | 2017     | 7        | 1     |
| Szerbia    | 2018     | 12       | 2     |
| Szerbia    | 2019     | 6        | 2     |
| Szerbia    | 2020     | 6        | 0     |
| Szerbia    | 2021     | 9        | 2     |
| Szerbia    | 2022     | 12       | 2     |
| Összesen   | Összesen | 94       | 20    |

## Sikerei, díjai
Vojvodina
- Szerb Kupa-döntős: 2006–07, 2009–10[20][21]

Southampton
- Angol Ligakupa-döntős: 2016–17[22]

Egyéni elismerés
- A legtöbb gólpassz a holland bajnokságban: 2010–11, 2013–14
- Szerb SuperLiga év csapata: 2009–10
- Az év szerb labdarúgója: 2016[23]